# SuitSat

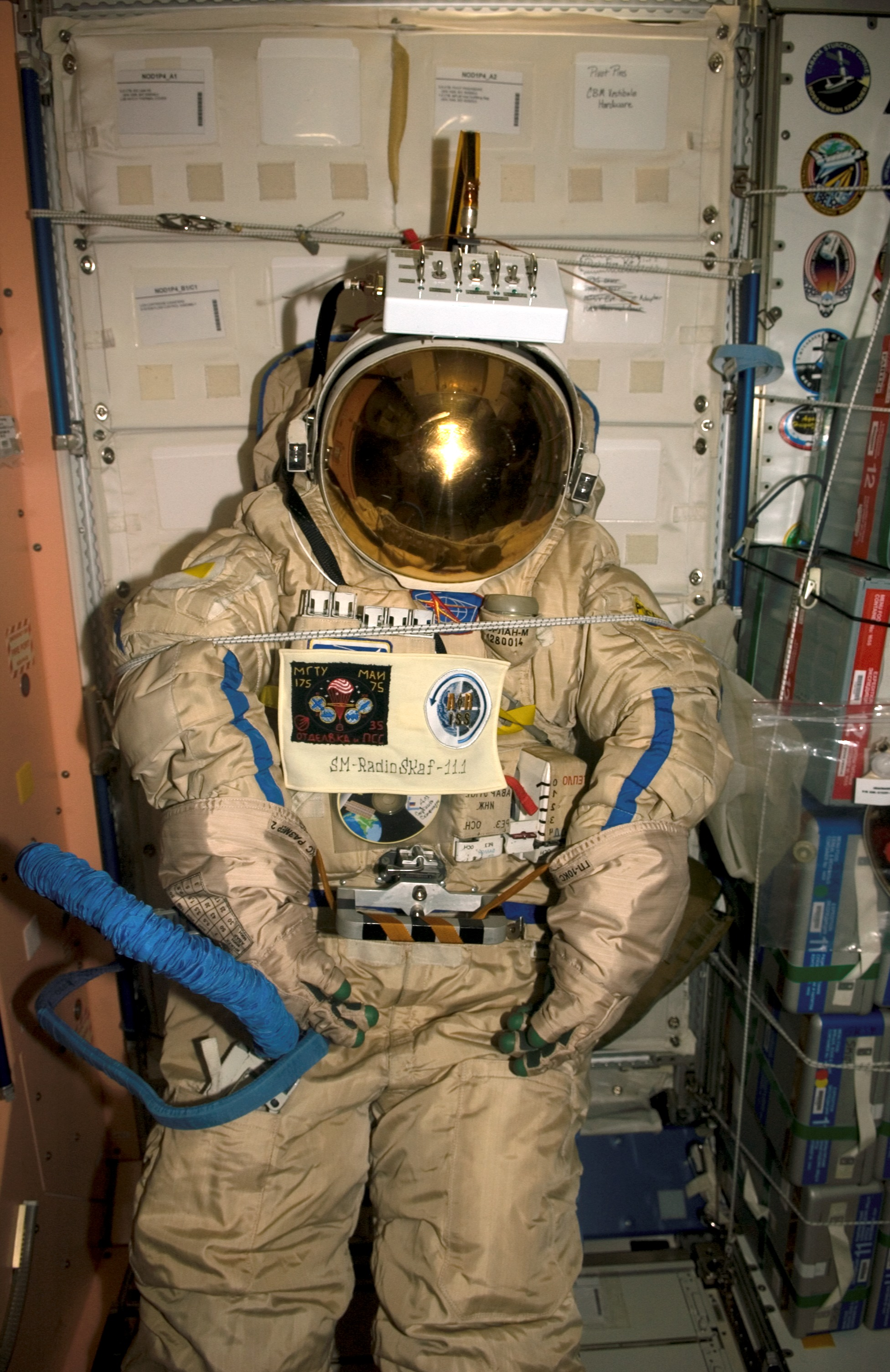
SuitSat in het ruimtestation ISS

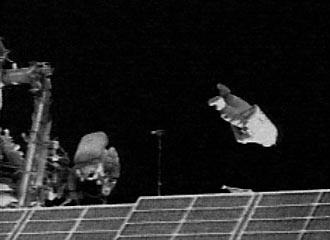
Lancering van SuitSat (van links naar rechts een astronaut en SuitSat

SuitSat (ook bekend als RadioSkaf of Radio Sputnik) was een minisatelliet gemaakt van een afgedankt Russisch (Orlan) ruimtepak. Het pak, gevuld met zenders en batterijen, werd op 3 februari 2006 om 23:05 UTC uitgezet door Valeri Tokarev en William McArthur, de toenmalige bemanning van het internationale ruimtestation ISS. Oorspronkelijk was het de bedoeling dat SuitSat op 6 december 2005 zou worden gelanceerd.
Het was de bedoeling dat SuitSat ongeveer 90 uur lang eerder opgenomen radiosignalen zou uitzenden, die radioamateurs op aarde via de golflengte 145,990 MHz op de 2 meter amateurband zouden kunnen ontvangen. Ook zou een digitale foto te ontvangen zijn. Het initiatief voor SuitSat werd genomen door Russische radioamateurs ter gelegenheid van het 175-jarig bestaan van de Technische Universiteit in Moskou. Op de AMSAT-conferentie in oktober 2004 werd het plan officieel gepresenteerd. Ruimtevaartorganisatie NASA werkte mee.
De ontvangst op aarde viel echter tegen en al na 2 omwentelingen om de aarde verklaarde de NASA dat SuitSat uitgevallen was. Andere berichten zeggen dat SuitSat bleef functioneren, maar dat het signaal zo zwak was dat het nauwelijks op te vangen was. Uiteindelijk zal SuitSat verbranden in de atmosfeer van de aarde.